# Hagnagora buckleyi
Hagnagora buckleyi là một loài bướm đêm trong họ Geometridae.